# Modibo Maïga
Modibo Maïga (Bamako, 3 de setembro de 1987) é um futebolista profissional malinês que atua como atacante, atualmente defende o  West Ham United.

## Carreira
Maiga representou o elenco da Seleção Malinesa de Futebol no Campeonato Africano das Nações de 2013.

## Títulos
Mali
- Campeonato Africano das Nações: 2013 - 2º Lugar